# Doras
Doras es un género de peces de agua dulce de la familia Doradidae en el orden Siluriformes. Sus 5 especies habitan en aguas cálidas del norte de América del Sur, y son denominadas comúnmente armados. La mayor longitud que alcanza ronda los 35 cm.

## Distribución
Este género se encuentra en ríos de aguas tropicales del norte y centro-norte de América del Sur, en la cuenca del Amazonas, en la cuenca del Orinoco, y en los drenajes atlánticos de las Guayanas.

## Taxonomía
Este género fue descrito originalmente en el año 1803 por el zoólogo francés Bernard Germain Étienne de Laville-sur-Illon, conde de Lacépède.
Especies
Este género se subdivide en 5 especies:
- Doras carinatus (Linnaeus, 1766)
- Doras higuchii Sabaj Pérez & Birindelli, 2008
- Doras micropoeus (C. H. Eigenmann, 1912)
- Doras phlyzakion Sabaj Pérez & Birindelli, 2008
- Doras zuanoni Sabaj Pérez & Birindelli, 2008